# Arhopala myrzala
Arhopala myrzala är en fjärilsart som beskrevs av William Chapman Hewitson 1869. Arhopala myrzala ingår i släktet Arhopala och familjen juvelvingar. Inga underarter finns listade i Catalogue of Life.

## Bildgalleri

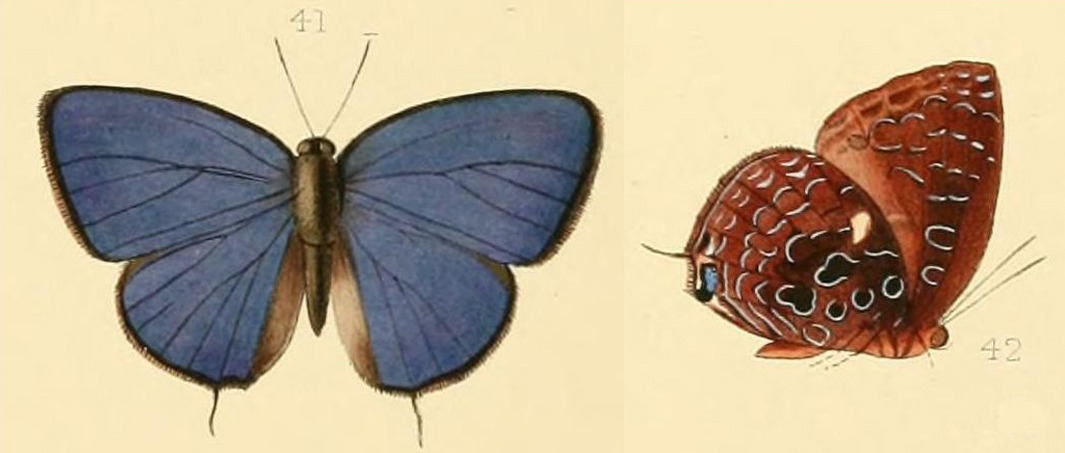
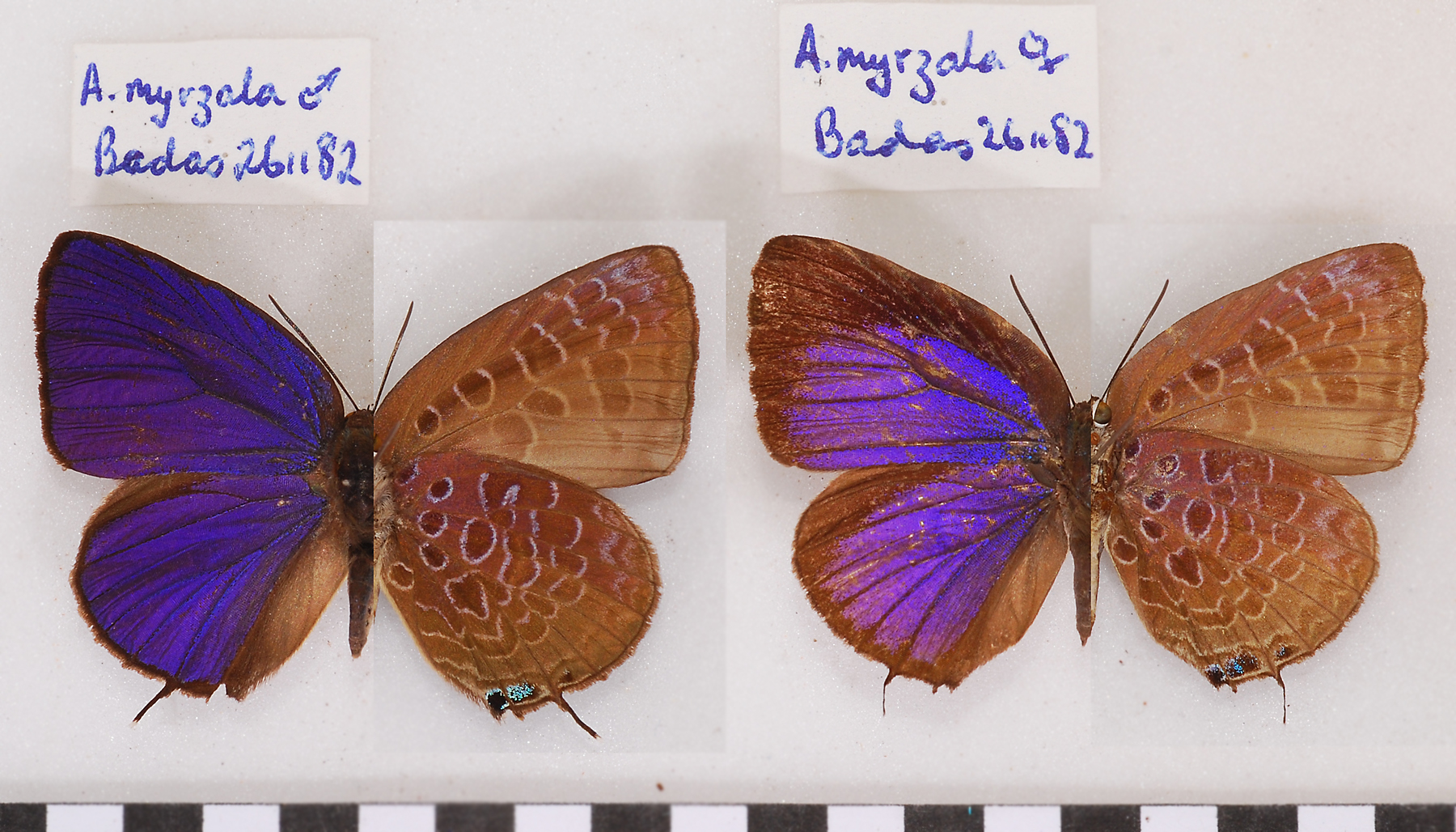
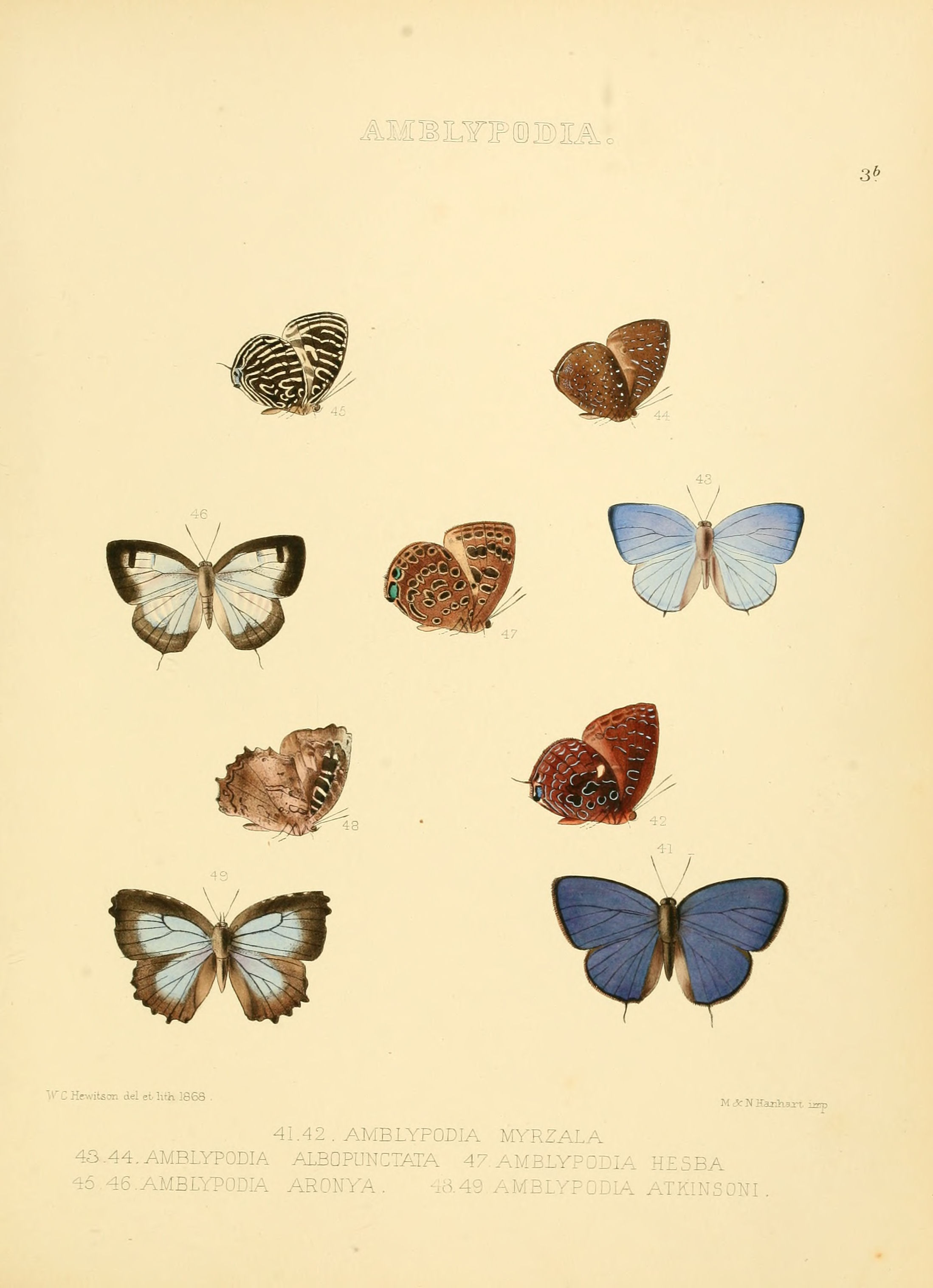